# Curtis Cokes
Curtis Cokes (* 15. Juni 1937 in Corsicana, Texas; † 29. Mai 2020 in Dallas, Texas) war ein US-amerikanischer Boxer. Er war von 1966 bis 1968 Weltmeister der Berufsboxer im Weltergewicht.

## Werdegang
Curtis Cokes wurde 1937 in Corsicana im Nordosten von Texas geboren. Als er vier Jahre alt war, zog seine Familie nach Dallas, weil sein Vater dorthin zum Militär eingezogen wurde. Seitdem wohnte er in Dallas. Er besuchte die Booker-T.-Washington-High-School in Dallas und war schon dort ein hervorragender Sportler, vor allem im Baseball und im Basketball. Seine Ambitionen, nach seinem Schulabschluss 1957 in einer dieser beiden Sportarten Profi zu werden, zerschlugen sich jedoch, weil er dazu zu klein und zu leicht war. Er begann deshalb bei einem YMCA-Jugendklub in Dallas mit dem Boxen und bestritt 1957/58 insgesamt 22 Amateurkämpfe, die er alle gewann.
1958 wurde er Profiboxer. Sein Manager wurde Doug Herr und trainiert wurde er u. a. von Robert Thomas und von Robert Smith. Seinen ersten Kampf bestritt Cokes am 24. März 1958 in Midland. Dabei besiegte er im Weltergewicht seinen Landsmann Manuel González nach Punkten. Curtis Cokes verfügte als Boxer über eine ausgezeichnete Physis, war schnell und schlagstark. Mit seiner Schlagkombination linker Haken/rechter Aufwärtshaken entschied er knapp die Hälfte seiner Siege vorzeitig.
Zu Beginn seiner Karriere kämpfte er ausschließlich in Dallas. Am 24. Oktober 1961 besiegte er dort Stefan Redl durch Techn. K. o. in der 8. Runde. Redl entstammte der deutschen Minderheit in Jugoslawien, wanderte in die Vereinigten Staaten aus und kämpfte als Berufsboxer auch jahrelang in Deutschland. Am 4. April 1961 bestritt Curtis Cokes seinen ersten Kampf außerhalb der Vereinigten Staaten. Er verlor dabei in Ciudad Juárez im Weltergewicht gegen Hilario Morales nach Punkten. Am 6. April 1962 nahm er in Dallas dafür Revanche und besiegte Morales durch Tech. K. o. in der 5. Runde. Am 23. April 1963 kämpfte Cokes erstmals in Europa und besiegte dabei in Rom Fortunato Manca nach Punkten.
Am 15. März 1965 gewann Curtis Cokes in Dallas mit einem Techn. K.-o.-Sieg in der 12. Runde über Marshall Wells den Titel von Texas im Weltergewicht. Das war sein erster Titel, den er als Profiboxer gewann. Am 6. Juli 1966 besiegte er in New Orleans in einem WM-Ausscheidungskampf Luis Manuel Gonzalez aus den Vereinigten Staaten. Am 28. August 1966 schlug er in New Orleans im Kampf um den vakanten WBA-Weltmeistertitel im Weltergewicht Manuel González durch Techn. K. o. in der 15. Runde und wurde damit erstmals Weltmeister. Am 28. November 1966 fand im Memorial Auditorium in Dallas der nächste Kampf von Curtis Cokes statt, in dem es um den WBC- und den WBA-Weltmeistertitel im Weltergewicht ging. Dabei besiegte er den Franzosen Jean Josselin nach 15 Runden einstimmig nach Punkten.
Am 9. Mai 1967 verteidigte Curtis Cokes diese Titel in Dallas durch einen Techn. K.-o.-Sieg in der 10. Runde über François Pavilla, Frankreich, der mehrere Male am Boden war, was seinen Trainer veranlasste, das Handtuch zu werfen. Auch bei den zwei nächsten Titelverteidigungen erzielte Cokes schnelle vorzeitige Siege. Am 2. Oktober 1967 besiegte er in Oakland Charley Shipes aus den Vereinigten Staaten durch Techn. K. o. in der 5. Runde. Shipes war insgesamt fünfmal am Boden. Am 6. April 1968 besiegte er in Dallas den Südafrikaner Willie Ludick durch Techn. K. o. in der 5. Runde. Bei seiner letzten erfolgreichen Titelverteidigung musste Cokes am 21. Oktober 1968 in New Orleans gegen den Argentinier Ramon La Cruz über die volle Distanz von 15 Runden gehen, siegte aber dennoch sicher nach Punkten.
Am 18. April 1969 verteidigte Cokes seine Titel in Inglewood gegen den Exil-Kubaner José Nápoles, der in Mexiko ansässig geworden war. Napoles war sicher einer der besten Weltergewichtler, die je die Boxhandschuhe schnürten. Curtis Cokes gab in diesem Kampf alles, er konnte aber der Schlaghärte und dem Siegeswillen von Nápoles nicht standhalten. In der Pause von der 13. zur 14. Runde stellte der Ringrichter die Verteidigungsunfähigkeit von Cokes fest und erklärte Nápoles zum Sieger und damit neuen WBA- und WBC-Weltmeister im Weltergewicht. Am 29. Juni 1969 kam es in Mexiko-Stadt zur Revanche. Es standen dabei wieder beide WM-Titel auf dem Spiel. Der Kampf nahm fast den gleichen Verlauf wie der in Inglewood. Wiederum erwies sich José Nápoles als der Stärkere. Nach der 10. Runde blieb Cokes in seiner Ringecke auf dem Hocker sitzen und der Ringrichter erklärte daraufhin Nápoles zum Sieger.
Nach seinem Titelverlust boxte Curtis Cokes noch drei Jahre lang weiter, konnte aber an die frühere Leistungsstärke nicht mehr anknüpfen. Im Herbst 1972 kämpfte er dreimal in Südafrika und gewann davon zwei Kämpfe. Dabei zeigte es sich, dass er Probleme mit einer Augenverletzung bekam und beendete daraufhin vorsichtshalber seine Boxerkarriere.
Er blieb dem Boxsport aber weiterhin verbunden und eröffnete in Dallas das Champions-Boxing-Gym, in dem er sich vor allem der Ausbildung von Jugendlichen widmete. Zusammen mit einem Co-Autor schrieb er 1980 „The Complete Book of Boxing“, ein Boxlehrbuch. Er arbeitete zeitweise aber auch als Trainer von Profiboxern und führte u. a. Mitte der 1990er Jahre Quincy Taylor zum Weltmeistertitel.
1972 spielte er auch eine Rolle in dem Boxer-Film Fat City in Hollywood. 1984 wurde er in die Texas Sports Hall of Fame und 2003 in die „International Hall of Fame“ aufgenommen.

### Titelkämpfe von Curtis Cokes
| Jahr | Ort          | Titel            | Gewichtsklasse | Ergebnis                                                            |
| 1965 | Dallas       | von Texas        | Welter         | Techn. K.o.-Sieg in der 12. Runde über Marshall Wells               |
| 1966 | New Orleans  | Welt (WBA)       | Welter         | Techn. K.o.-Sieg in der 15. Runde über Manuel Gonzalez, USA         |
| 1966 | Dallas       | Welt (WBC + WBA) | Welter         | Punktsieg nach 15 Runden über Jean Josselin, Frankreich             |
| 1967 | Dallas       | Welt (WBC + WBA) | Welter         | Techn. K.o.-Sieg in der 10. Runde über François Pavilla, Frankreich |
| 1967 | Oakland      | Welt (WBC + WBA) | Welter         | Techn. K.o.-Sieg in der 5. Runde über Charley Shipes, USA           |
| 1968 | Dallas       | Welt (WBC + WBA) | Welter         | Techn. K.o.-Sieg in der 5. Runde über Willie Ludick, Südafrika      |
| 1968 | New Orleans  | Welt (WBC + WBA) | Welter         | Punktsieg nach 15 Runden über Ramon La Cruz, Argentinien            |
| 1969 | Inglewood    | Welt (WBC + WBA) | Welter         | Abbruch-Niederlage nach der 13. Runde gegen Jose Napoles, Mexiko    |
| 1969 | Mexiko-Stadt | Welt (WBC + WBA) | Welter         | Aufgabe-Niederlage nach der 10. Runde gegen Jose Napoles            |

Erläuterungen
- WBC = Word Boxing Council
- WBA = World Boxing Association
- WM = Weltmeisterschaft